# Sony Ericsson Z600
Sony Ericsson Z600為索尼愛立信於2003年推出的手提電話。以「拍案叫絕」的口號作為號召。擁有獨特風格、65,536色TFD螢幕，內置10萬像素數碼鏡頭，32和絃鈴聲，同時支援Java和Mophun遊戲程式。推出時分也出了許多的配件，包括藍芽遙控車CAR-100、電玩搖桿EGB-10、藍芽音樂播放器HBM-30等